# Австралия на зимних Олимпийских играх 1960
Австралия принимала участие в Зимних Олимпийских играх 1960 года в Скво-Велли (США) в четвёртый раз за свою историю, но не завоевала ни одной медали. Сборная страны состояла из 30 спортсменов (26 мужчин, 4 женщины), которые выступили в соревнованиях по горнолыжному спорту, лыжным гонкам, лыжному двоеборью, фигурному катанию, конькобежному спорту и хоккею.

## Состав сборной
В заявку сборной Австралии для участия в Играх 1960 года вошли 30 спортсмен (26 мужчин и 4 женщины), которые выступали в 6 олимпийских дисциплинах. Сборная Австралии по хоккею с шайбой впервые принимала участие на Олимпиадах, благодаря финансовой помощи американцев.
 Хоккей
1. Бен Актон
2. Дэвид Каннингем
3. Клайв Хитч